# Ocupação estadunidense do Haiti
A ocupação do Haiti pelos Estados Unidos começou em 28 de julho de 1915, quando 330 marines estadunidenses desembarcaram em Port-au-Prince sobre a autoridade do então presidente dos Estados Unidos Woodrow Wilson para "proteger os interesses americanos e estrangeiros"; a finalidade era a de dar proteção aos saneamentos norte-americanos das finanças do país e pela ameaça aos interesses da empresa estadunidense Sugar Company. Terminou em 1 de agosto de 1934, depois que Franklin D. Roosevelt reafirmou em agosto de 1933 um acordo de retirada. O último contingente dos marines partiu em 15 de agosto de 1934 após uma transferência formal de poder.

## Causas
Entre 1911 e 1915, uma série de assassinatos políticos e exílios forçados fizeram a presidência do Haiti mudar seis vezes. Vários exércitos revolucionários realizaram essa série de golpes de Estado. Cada um deles foi formado por cacos, bandidos camponeses das montanhas do norte, ao longo da porosa fronteira com a República Dominicana, que eram recrutados por facções políticas rivais sob promessas de dinheiro, que seriam pagos após uma revolução vitoriosa, e a oportunidade de saquear.
Os Estados Unidos estavam particularmente apreensivos sobre o papel desempenhado pela pequena comunidade alemã no Haiti, que somava cerca de 200 em 1910 e exerciam uma quantia desproporcionalmente alta de poder econômico. Os cidadãos alemães controlavam cerca de 80 por cento do comércio internacional do país, se apropriavam e operavam serviços públicos em Cap Haitien e Port-au-Prince, o principal cais e um bonde na capital, e possuíam uma estrada de ferro servindo na planície do Cul-de-Sac.
A comunidade alemã mostrou-se mais disposta a se integrar na sociedade haitiana do que qualquer outro grupo de estrangeiros brancos, incluindo os franceses mais numerosos. Alguns alemães se casavam nas famílias mulatas mais proeminentes da nação, ignorando assim a proibição constitucional contra propriedade de terra por estrangeiros. Também serviram como os principais financiadores das inúmeras revoluções do país, com empréstimos flutuantes a taxas de juros elevadas para facções políticas rivais.
Em um esforço para limitar a influência alemã em 1910-11, o Departamento de Estado apoiou um consórcio de investidores estadunidenses, reunidos pelo National City Bank of New York, para obter o controle do Banque Nationale d'Haïti, o único banco comercial e do tesouro do governo do país.
Em fevereiro de 1915, Jean Vilbrun Guillaume Sam, filho de um antigo presidente estabeleceu uma ditadura, mas em julho, diante de uma nova revolta, foram massacrados 167 presos políticos; todos provinham de famílias da elite, especialmente da população mulata mais instruída e mais rica com afiliações alemãs. Sam foi, então, linchado por uma multidão em Port-au-Prince imediatamente depois que a notícia das execuções espalhou.
Alega-se que essa revolta popular contra Sam ameaçava os interesses comerciais estadunidenses no país (como a empresa haitiana-americana Sugar Company HASCO). Devido a esses interesses conflitantes e a possibilidade dos cacos apoiarem o antiamericano Rosalvo Bobo a emergir como o próximo presidente do Haiti, o governo norte-americano decidiu agir rapidamente para preservar sua dominação econômica sobre o Haiti.
O presidente dos Estados Unidos Woodrow Wilson enviou 330 fuzileiros navais para Port-au-Prince em 28 de julho de 1915. A ordem específica do Secretário da Marinha para o comandante da invasão, o almirante William Deville Bundy, foi para "proteger os interesses norte-americanos e estrangeiros". Uma motivação adicional seria substituir a constituição do Haiti que proibia a propriedade estrangeira de terras. No entanto, para evitar críticas públicas a ocupação foi rotulada como uma "missão de paz e restabelecimento da ordem... [e] que não tem nada a ver com quaisquer negociações diplomáticas do passado ou do futuro", como divulgado pelo contra-almirante Caperton.
Em 17 de novembro de 1915, os fuzileiros navais estadunidenses capturaram Fort Riviere, um reduto dos rebeldes cacos. (Ver: Batalha do Forte Riviere).
O governo haitiano havia recebido grandes empréstimos tanto dos bancos norte-americanos como de franceses ao longo das últimas décadas e foi ficando cada vez mais incapaz no cumprimento de seu pagamento da dívida. Se um governo antiamericano prevalecesse sob a liderança de Rosalvo Bobo, não haveria nenhuma garantia de pagamento da dívida, bem como a recusa de investimentos estadunidenses teria sido assegurada. Dentro de seis semanas de ocupação, os representantes dos Estados Unidos controlaram postos alfandegários haitianos e instituições administrativas, tais como bancos e o Tesouro Nacional. Por meio da manipulação estadunidense, 40% da renda nacional foi usada para aliviar o pagamento da dívida aos bancos norte-americanos e franceses. Apesar das grandes somas devidas a bancos no exterior, essa decisão econômica ignorou os interesses da maioria da população haitiana e congelou o crescimento econômico que o país precisava. Durante os próximos 19 anos, os conselheiros dos Estados Unidos governaram o país, impostos pela Marinha dos Estados Unidos.

## Governo e oposição
Os representantes dos Estados Unidos detinham um poder de veto sobre todas as decisões governamentais no Haiti, e os comandantes dos fuzileiros navais serviam como administradores das províncias. As instituições locais, no entanto, continuaram a ser conduzidas por haitianos, como foi exigido no âmbito das políticas postas em prática durante a presidência de Woodrow Wilson.[carece de fontes?] A administração dos Estados Unidos desmantelou o sistema constitucional, reinstituíram o recrutamento de trabalho para a construção de estradas, e estabeleceram as Guardas Nacionais que governaram o país pela violência após a retirada dos fuzileiros navais.
A oposição à ocupação começou imediatamente após os fuzileiros navais entrarem no Haiti em 1915. Os rebeldes (chamados de "cacos" pelos fuzileiros navais) tentaram com veemência resistir ao controle estadunidense do Haiti. Em resposta, os governos haitianos e norte-americanos iniciaram uma vigorosa campanha para desmantelar os exércitos rebeldes. Talvez a mais conhecida descrição desta escaramuça veio do Major Smedley Butler, condecorado com a Medalha de Honra por suas façanhas, que passou a servir como oficial comandante da Gendarmaria do Haiti. (mais tarde, ele expressou sua desaprovação pelas intervenções estadunidenses em seu livro War Is a Racket).
Philippe Sudré Dartiguenave, o presidente mulato do Senado, concordou em aceitar a presidência do Haiti depois que vários outros candidatos se recusaram em princípio. Em 1917, o presidente Dartiguenave dissolveu o Legislativo depois que seus membros se recusaram a aprovar uma constituição escrita por Franklin D. Roosevelt (então secretário adjunto da Marinha) No entanto, posteriormente um referendo aprovou a nova Constituição em 1918 (pelo voto de 98 225-768); sendo um documento geralmente tido como liberal, essa Constituição autoriza os estrangeiros a comprar terras. Jean-Jacques Dessalines tinha proibido a posse de terras por estrangeiros, e desde 1804, alguns haitianos tinham visto a propriedade estrangeira como um anátema.
Em 1922, Dartiguenave foi substituído por Louis Borno, que governou sem um Legislativo até 1930. Naquele mesmo ano, o general John H. Russell, Jr. foi nomeado Alto Comissário. A ditadura de Borno-Russel observou um crescimento da economia, a construção de mais de 1 000 milhas (1 600 km) de estrada, o estabelecimento de uma estação telefônica automática, a modernização das instalações portuárias do país, e o estabelecimento de um serviço de saúde pública. O sisal foi introduzido no Haiti; e o açúcar e o algodão tiveram exportações significativas.
No entanto, os esforços para desenvolver a agricultura comercial tiveram sucesso limitado, em parte porque a maioria da força de trabalho do Haiti foi empregado como trabalhadores temporários para as indústrias de açúcar mais estáveis de Cuba e da República Dominicana. Estima-se que 30 000 a 40 000 trabalhadores haitianos, conhecidos como braceros, foram anualmente para província de Oriente de Cuba entre 1913 e 1931. A maioria dos haitianos continuaram ressentindo da perda de soberania. Na vanguarda da oposição da elite instruída era a L'Union Patriotique, que estabeleceu laços com os opositores da ocupação no próprio Estados Unidos, em particular, a NAACP.
A Grande Depressão desastrosamente afetou os preços das exportações do Haiti, e destruiu os ganhos tênues da década anterior. Em dezembro de 1929, os fuzileiros navais em Les Cayes mataram 10 camponeses haitianos durante uma manifestação em protesto contra as condições econômicas locais. Isto levou Herbert Hoover a nomear duas comissões, incluindo uma liderada por um antigo governador estadunidense das Filipinas, William Cameron Forbes, que criticava a exclusão dos haitianos em cargos de autoridade no governo e na polícia.

## Reações à ocupação do Haiti
Além dos rebeldes Caco, escritores haitianos e personalidades públicas também reagiram à ocupação. Por exemplo, uma figura pública, o ministro da educação, Dantès Bellegarde, constantemente discutiu os problemas com o evento. Em seu livro, La Résistance Haïtienne (l’Occupation Américaine d’Haïti), Bellegarde descreve as contradições da ocupação com a realidade. Afirma que o presidente Wilson escreveu a nova Constituição haitiana para beneficiar os estadunidenses. Seu principal objetivo era remover a cláusula haitiana anterior que declarava que os estrangeiros não poderiam possuir terras no país. A cláusula original foi concebida para proteger a independência do Haiti das potências estrangeiras. Com a cláusula removida, os estadunidenses, então, poderiam possuir terras. Além disso, Bellegarde aborda a impotência das autoridades haitianas aos olhos da ocupação porque nada poderia ser feito sem o consentimento dos estadunidenses. No entanto, a principal questão que Bellegarde articula é que os norte-americanos tentaram mudar o sistema educacional do Haiti que era francês com baseado nos dos norte-americanos.
Outra figura que foi altamente respeitada no período foi Jean Price-Mars, que associava as razões por trás da ocupação à divisão entre a elite haitiana e as pessoas mais pobres do país. Um dos divisores entre os dois grupos foi o vodu. As elites não reconheciam o vodu porque o relacionavam a uma prática do mal. Assim, em um livro intitulado Ainsi Parla l’Oncle, Price-Mars discorre sobre o vodu realmente era para que a elite pudesse ter uma melhor compreensão. Afinal, o vodu era a base que ligava os escravos, quando foram trazidos de várias regiões da África.
Junto com as figuras do Haiti, a NAACP enviou James Weldon Johnson, um afro-americano, ao Haiti para conhecer a situação real, já que a ocupação foi descrita como uma missão de progresso e pacificação do país nos Estados Unidos. No entanto, a viagem de Johnson resulta com ele expondo as duras verdades da ocupação em vários artigos na revista The Nation. Em um de seus artigos, “Self-Determining Haiti” fala sobre como os marines desmoralizavam as pessoas através de seus pontos de vista racistas e o sistema de escravidão que impuseram na construção da grande estrada de Port-au-Prince para Cap-Haïtien. Johnson também desarticula as noções anteriores de que o Haiti era um país pobre e insalubre, falando sobre sua beleza e afirmando que havia programas para o avanço do Haiti antes dos fuzileiros navais chegarem ao invés de ser um resultado de intervenção estadunidense.

## Transição para um governo plenamente haitiano
Em 1930, Sténio Vincent, um crítico de longa data da ocupação, foi eleito presidente.
No mesmo ano, o presidente Hoover tornou-se preocupado com os efeitos da ocupação, especialmente depois do incidente em Les Cayes em dezembro de 1929. Hoover designou duas comissões para estudar a situação, com William Cameron Forbes liderando a mais proeminente das duas.
A Comissão Forbes elogiou as melhorias materiais que a administração estadunidense havia feito, mas criticou a exclusão dos haitianos de cargos de autoridade real no governo e na polícia, que passou a ser conhecida como a Garde d'Haiti. Em termos mais gerais, a comissão ainda afirmou que "as forças sociais que criaram [instabilidade] ainda permanecem - a pobreza, a ignorância e a falta de uma tradição ou desejo de governo livre organizado".
A administração Hoover não implementou plenamente as recomendações da Comissão Forbes, porém a retirada dos Unidos Estados estava em andamento em 1932, quando Hoover perdeu a presidência para Franklin Roosevelt, o autor presumido da constituição mais recente do Haiti e o proponente da "Política da Boa Vizinhança". Em uma visita a Cap-Haïtien, em julho de 1934, Roosevelt reafirmou o acordo de retirada de agosto de 1933. O último contingente de marines estadunidenses partiu em 15 de agosto de 1934, após uma transferência formal de autoridade para a Garde. Os Unidos Estados mantiveram influência sobre as finanças externas do Haiti até 1947.

## Efeitos da ocupação sobre o Haiti
A ocupação pelos Estados Unidos teve vários efeitos significativos sobre o Haiti. Um breve período de agitação culminou em uma rebelião em 1918 por cerca de 40.000 antigos cacos e outras pessoas descontentes. A escalada da revolta superou a da Gendarmerie, porém os reforços dos marines ajudaram acabar com a revolta, a um custo estimado de 2.000 vidas haitianas.
A ocupação melhorou muito a infraestrutura do Haiti e o poder foi centralizado em Port-au-Prince. As melhorias da infraestrutura foram particularmente impressionantes: 1 700 km de estradas utilizáveis foram feitas, 189 pontes foram construídas, muitos canais de irrigação foram recuperados, hospitais, escolas e edifícios públicos foram construídos, e a água potável foi trazida para as principais cidades. Port-au-Prince se tornou a primeira cidade latino-americana a ter um serviço de telefone disponível com discagem automática. A educação agrícola foi organizada com uma escola central de agricultura e 69 fazendas no país.
Quando se tratava das condições de vida, os norte-americanos habitavam os bairros de Port-au-Prince, em casas que a maioria dos haitianos apenas sonhavam. Consequentemente, os bairros em que os norte-americanos viviam eram chamados de "ala de milionários” Hans Schmidt representou um parecer oficial sobre a questão da segregação: "Eu não consigo ver porque não tenho mais tempo com sua multidão, assim como vocês com a minha". A intolerância estadunidense provocou indignação e ressentimento - e, eventualmente, um orgulho racial que se refletiu nas obras de uma nova geração de historiadores, etnólogos, escritores, artistas haitianos, muitos dos quais mais tarde tornaram-se ativos na política e no governo. A elite mulata conseguiu dominar a burocracia do país e reforçar o seu papel nos assuntos nacionais.
O sistema de ensino foi redesenhado a partir do zero, no entanto, este envolveu a destruição do então sistema de educação de "artes liberais", herdado (e adaptado) do francês. Devido à sua ênfase na formação profissional, o sistema estadunidense que substituiu o francês foi desprezado pela elite.
Os três governantes durante a ocupação eram da minoria mulata do país. Ao mesmo tempo, muitos das crescentes classes profissionais negras deixaram o culto tradicional do patrimônio cultural francês do Haiti e ressaltaram as raízes africanas da nação. Entre estes estavam etnólogo Jean Price-Mars e o jornal Les Griots, editado pelo Dr. François Duvalier.